# 赤道小町ドキッ
「赤道小町ドキッ」（せきどうこまちドキッ）は、1982年4月1日にアルバム『抱きしめてオンリィ・ユー』と同時に、日本コロムビアからリリースされた山下久美子の6枚目のシングル。同年夏のカネボウ化粧品キャンペーンイメージソング。

## 作品概要
- 1980年に『バスルームから愛をこめて』でデビューした山下にとって、初の大ヒット曲となった。
- 当時隆盛を極めていた、化粧品会社による季節キャンペーンCMのイメージソングに抜擢されたことから、大きなヒットに繋がった。
- リリース当初のタイトルは単に『赤道小町』だった。
- スタジオ・アルバム未収録で、1991年に発売されたベスト・アルバム『Chronologic Singles Side:A Collection』にて初収録且つ初CD化された。

## エピソード
- 松本隆と細野晴臣が後にインタビューで語ったところによると、この曲は詞先行で作られ、早い段階で詞は完成していたものの、曲部分はレコーディング当日になっても完成していなかった。CMソングになることが決まっていたため、レコーディングの延期は出来ない状態の中、細野がスタジオで曲の骨格を作り、レコーディングでドラムスを担当した高橋幸宏、ギターとアレンジを担当した大村憲司の3人で何とか完成にこぎつけた[3]。
- 当時山下のディレクターだった福岡智彦が「『赤道小町ドキッ』がこれまでの山下の方向性とギャップがあり過ぎる」と判断したため同時発売されたアルバム『抱きしめてオンリィ・ユー』にはあえて収録せず[4]、代わりにB面曲である『トラブル99』が収録された。のちに、福岡は「（『赤道小町ドキッ』を）普通は入れますよね。ヒットの可能性が高いシングルなんだから、アルバムの売上を引っ張ることを目論むのが当然。今思うと、よくコロムビアが許しましたね」と懐古し、「アルバムもある程度は売れましたが、『赤道小町ドキッ』が入っていたら、たぶんもっと売れたんでしょうね」と語っている[4]。
- 曲のヒットを受け、山下は当時多くの歌謡番組に出演した[注 1]。TBSテレビ『ザ・ベストテン』には、1982年5月27日に「今週のスポットライト」で初出場、のち10位以内にランクインを果たす[2]。また、1982年7月8日放送時に最高位の第3位にランクされた際には本物の象の背に跨り歌を披露したが、これは『ザ・ベストテン』のスタッフが原始人のような奇抜な衣装を着てきた山下にヒントを得たもので、象は2週間かけて手配した[5]。山下はのちに「あのころはわけもなく突っ走っていた。自分が楽しくないと、人も楽しませられないってね」と語っている[5]。

## 収録曲
| 全編曲: 大村憲司。 |                    |           |           |      |
| #                  | タイトル           | 作詞      | 作曲      | 時間 |
| 1.                 | 「赤道小町ドキッ」 | 松本隆    | 細野晴臣  | 3:11 |
| 2.                 | 「トラブル99」     | 菅原武彦  | 岡本一生  | 3:57 |
| 合計時間:          | 合計時間:          | 合計時間: | 合計時間: | 7:08 |

## カバー
| 曲名           | アーティスト | 収録作品                                         | 発売日         | 備考                |
| -------------- | ------------ | ------------------------------------------------ | -------------- | ------------------- |
| 赤道小町ドキッ | Mi           | アルバム『80's×Mi』                              | 2006年6月21日  |                     |
| 赤道小町ドキッ | 夏目ナナ     | シングル「赤道小町ドキッ」                       | 2006年8月2日   |                     |
| 赤道小町ドキッ | 中川翔子     | シングル「Shiny GATE」                           | 2008年8月6日   | 通常盤のc/wに収録。 |
| 赤道小町ドキッ | 稲森寿世     | シングル「Heavenly Sweet」                       | 2008年8月13日  | c/wに収録。         |
| 赤道小町ドキッ | 西脇彩華     | アルバム『ORDINARY VENUS』                       | 2008年12月17日 |                     |
| 赤道小町ドキッ | 桑田佳祐     | 映像作品『平成三十年度! 第三回ひとり紅白歌合戦』 | 2019年6月5日   |                     |